# Fooling Uncle (film 1916)
Fooling Uncle è un cortometraggio muto del 1916 diretto da Edwin McKim.

## Produzione
Il film fu prodotto dalla Lubin Manufacturing Company.

## Distribuzione
Distribuito dalla General Film Company, il film - un cortometraggio di una bobina - venne distribuito nelle sale statunitensi il 24 gennaio 1916.